# Seleção Neozelandesa de Futebol Americano
A Seleção Neozelandesa de Futebol Americano representa a Nova Zelândia no cenário internacional de futebol americano, seu maior rival é a Seleção Australiana de Futebol Americano. São apelidados de Ironblacks (em referência ao time de rugby) e são conhecidos por realizar uma dança tradicional Maori conhecida como Haka antes do início dos jogos.

## Uniformes
| Helmet   |      |           |
| Left arm | Body | Right arm |
| Trousers |      |           |
| Socks    |      |           |
| Casa     |      |           |

| Helmet   |      |           |
| Left arm | Body | Right arm |
| Trousers |      |           |
| Socks    |      |           |
| Fora     |      |           |